# Ludmilla
Ludmilla Oliveira da Silva (Duque de Caxias, 24 de abril de 1995), más conocida por su nombre artístico Ludmilla, es una cantante brasileña. Se hizo famosa en 2014 con su música "24 Horas Por Dia".
En 2016 lanzó el álbum A Danada Sou Eu, generando varios sencillos exitosos y de impacto radial como "Bom", "Sou Eu" y "Cheguei", y le valió una nominación al Grammy Latino como Mejor Álbum de Pop Contemporáneo en Lengua Portuguesa. La cantante fue nominada cuatro veces al MTV Europe Music Award al Mejor Artista Brasileño, y varias veces al Premio Multishow de Música Brasileña, obteniendo el doble de victorioso en 2019, además de haber ganado el premio "Melhores do Ano" del programa Domingão do Faustão, en su primera nominación por la canción "Hoje" en 2015.

## Discografía
| Álbumes de estudio - Hoje (2014) - A Danada Sou Eu (2016) - Check Mate (2017) - Hey, World! (2020) - Back to Be (2022) - VILÃ (2023) - Funk Generation (2024) |

### Sencillos
| Año  | Canción                                                  | Álbum           | Sello discográfico  |
| ---- | -------------------------------------------------------- | --------------- | ------------------- |
| 2014 | Hoje                                                     | Hoje            | Warner Music Brasil |
| 2015 | 24 Horas por Dia                                         | Hoje            | Warner Music Brasil |
| 2016 | Bom                                                      | A Danada Sou Eu | Warner Music Brasil |
| 2016 | Sou Eu                                                   | A Danada Sou Eu | Warner Music Brasil |
| 2017 | Cheguei                                                  | A Danada Sou Eu | Warner Music Brasil |
| 2017 | Tipo Crazy (Remix) (feat. Swae Lee)                      | A Danada Sou Eu | Warner Music Brasil |
| 2017 | Grana                                                    | Check Mate      | Warner Music Brasil |
| 2017 | A Noite Toda (feat. Alok)                                | Check Mate      | Warner Music Brasil |
| 2018 | Q M T                                                    | Check Mate      | Warner Music Brasil |
| 2018 | Melhor pra Mim                                           | Check Mate      | Warner Music Brasil |
| 2018 | Pegada da Bandida (feat. Hungria hip hip)                | Check Mate      | Warner Music Brasil |
| 2018 | Gratidão a Ti (Remix) (con Rebeca Carvalho)              | Check Mate      | Warner Music Brasil |
| 2018 | Não Encosta (feat. DJ Perera)                            | -               | Warner Music Brasil |
| 2018 | Jogando Sujo                                             | -               | Warner Music Brasil |
| 2019 | Solta a Batida                                           | -               | Warner Music Brasil |
| 2019 | Cobra Venenosa (feat. DJ Perera)                         | -               | Warner Music Brasil |
| 2019 | A Coisa Tá Preta (feat. Elza Soares)                     | -               | Warner Music Brasil |
| 2019 | Flash Pose (feat. Charli XCX)                            | Hey, World!     | Warner Music        |
| 2019 | Shinnin’                                                 | Hey, World!     | Warner Music        |
| 2020 | Rainha da Favela                                         | Hey, World!     | Warner Music        |
| 2020 | Savage (solo o remix feat. Beyoncé)                      | Hey, World!     | Warner Music        |
| 2020 | Pode Dançar                                              | Hey, World!     | Warner Music        |
| 2020 | Please Me (feat. Bruno Mars)                             | Hey, World!     | Warner Music        |
| 2020 | Let Me Stay Down (feat. Gucci Mane)                      | Hey, World!     | Warner Music        |
| 2020 | PISA                                                     | Hey, World!     | Warner Music        |
| 2020 | Body                                                     | Hey, World!     | Warner Music        |
| 2021 | TOMA (feat. Camila Cabello, Don Omar, DJ Snake)          | VILÃ            | Warner Music        |
| 2021 | Falter                                                   | Hey, World!     | Warner Music        |
| 2021 | Famous (feat. Travie McCoy)                              | Back to Be      | Warner Music        |
| 2021 | Gostosa! (feat. Kanye West)                              | Back to Be      | Warner Music        |
| 2021 | Faking Love (feat. Sirah)                                | Back to Be      | Warner Music        |
| 2022 | Put4ria (feat. Akon)                                     | Back to Be      | Warner Music        |
| 2022 | Down (feat. MC Livinho)                                  | Back to Be      | Warner Music        |
| 2022 | Dance With Me                                            | Back to Be      | Warner Music        |
| 2022 | Thot Shit                                                | Back to Be      | Warner Music        |
| 2022 | I’d Rather Have Sex                                      | Back to Be      | Warner Music        |
| 2022 | Tic Tac (feat. Sean Paul)                                | VILÃ            | Warner Music        |
| 2023 | Sou Má (feat. Irmãs Metralha)                            | VILÃ            | Warner Music        |
| 2023 | Senta e Levanta (feat. Nicki Minaj) / Síntomas de placer | VILÃ            | Warner Music        |
| 2023 | Funk rave                                                | Funk Generation | Warner Music        |
| 2023 | Enojada / Solteiras Shake                                | VILÃ            | Warner Music        |
| 2023 | Casi Casi / Used to Be                                   | VILÃ            | Warner Music        |
| 2023 | Mil veces                                                | Funk Generation | Warner Music        |
| 2024 | Mil vezes (Remix) (feat. Melody)                         | -               | Warner Music        |
| 2024 | Double team (con Maluma)                                 | Funk Generation | Warner Music        |
| 2024 | Right here (ahí) (con Sam Smith)                         | Funk Generation | Warner Music        |
| 2024 | Grip                                                     | Funk Generation | Warner Music        |
| 2024 | Savage funk                                              | Funk Generation | Warner Music        |
| 2024 | Sua preferida (con MC Davi, Pollo)                       | Funk Generation | Warner Music        |
| 2025 | Rio amazing (feat. Bruno Martini)                        | -               | Warner Music        |

### Colaboraciones
| Año  | Canción                                                            | Álbum                       |
| ---- | ------------------------------------------------------------------ | --------------------------- |
| 2016 | Melhor Assim (con MC Biel)                                         | Juntos Vamos Além           |
| 2017 | Todo Dia (Remix) (con Pabllo Vittar feat. Valesca Popozuda)        | Vai Passar Mal: The Mixtape |
| 2017 | Nêga (Remix) (con Pabllo Vittar)                                   | Vai Passar Mal: The Mixtape |
| 2017 | Se Prepara (con Major Lazer feat. Anitta y Snoop Dogg)             | Know No Better / Check Mate |
| 2017 | Turn Me On (Remix) (con Lucenzo)                                   | -                           |
| 2017 | Out of My Head (con Charli XCX feat. Tove Lo)                      | Pop 2                       |
| 2018 | Não Provoca (con Valesca Popozuda)                                 | Valesca                     |
| 2018 | Baile do Rio (con DJ Yuri Martins feat. Juicy J)                   | -                           |
| 2018 | Chapadona (con MC Carol)                                           | -                           |
| 2018 | Bandida (con Pabllo Vittar)                                        | Ele Não                     |
| 2018 | OMG (con Juicy J feat. Sirah)                                      | OMG                         |
| 2019 | Bola Rebola / Ball Bounce (con DJ Yuri Martins, Pitbull y MC Zaac) | -                           |
| 2019 | Qualidade de Vida (con Simone & Simaria)                           | Mais Uma Vez                |
| 2019 | Little Square (con Snoop Dogg)                                     | I Wanna Thank Me            |
| 2019 | MALOKERA (con Skrillex, MC Lan, Afrojack y Ty Dolla Sign)          | -                           |
| 2020 | Perigosa (con Gaby Amarantos)                                      | PIRAKI                      |
| 2020 | Sobe, Desce (con MC Zaac, Tyga)                                    | -                           |
| 2023 | No se ve (con TINI)                                                | Mp3                         |
| 2023 | 24 Horas (con DJ Yuri Martins, Mr Catra y MC Pedrinho)             | -                           |
| 2024 | Puntería (con Shakira)                                             | Las mujeres ya no lloran    |
| 2025 | BATE (con Dennis DJ feat. Gilette)                                 | -                           |